# Madinat ash Shamal
Madinat ash-Shamal (tiếng Ả Rập: الشمال) là một thành phố tại Qatar. Thành phố đã từng có tên là Al Shamal và là một trong những thành phố quan trọng của Qatar. Cái tên của thành phố này có nghĩa là " Thành phố phương Bắc" - mặc dù dân số của thành phố chỉ khoảng 5000 người. Sân vận động Al-Shamal với sức chứa 45330 chỗ ngồi là một trong 12 sân vận động tổ chức Giải bóng đá vô địch thế giới 2022.
Madinat ash Shamal bao gồm Ras Rakan, là điểm cực bắc của bán đảo Qatar, và được bao quanh bởi vịnh Ba Tư ở tất cả các hướng ngoại trừ hướng nam, và giáp với thành phố Al Khor.
Khu đô thị này được chia làm 3 khu vực chính.

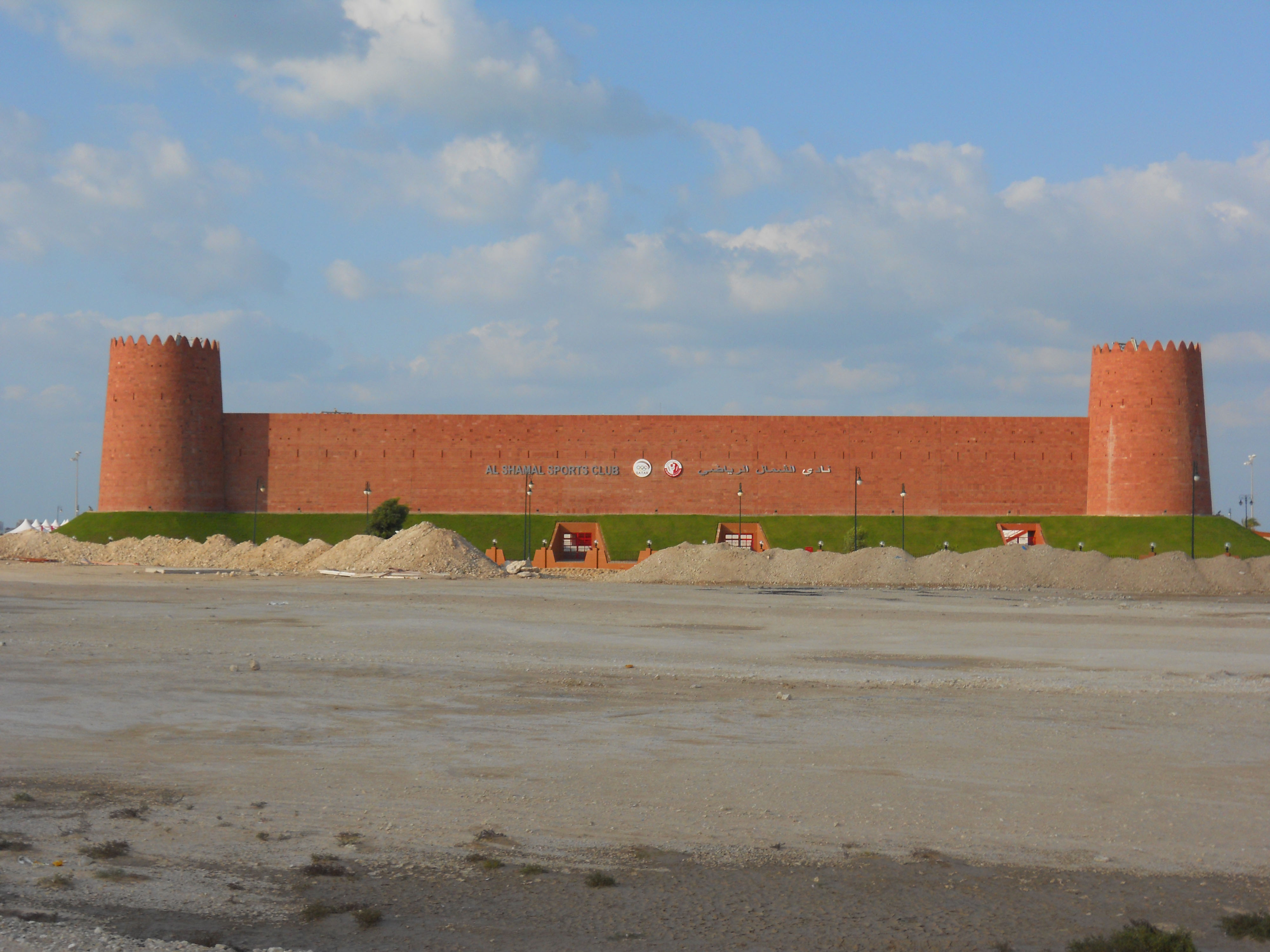
Sân vận động Al-Shamal SC

## Các vùng

### Dân số

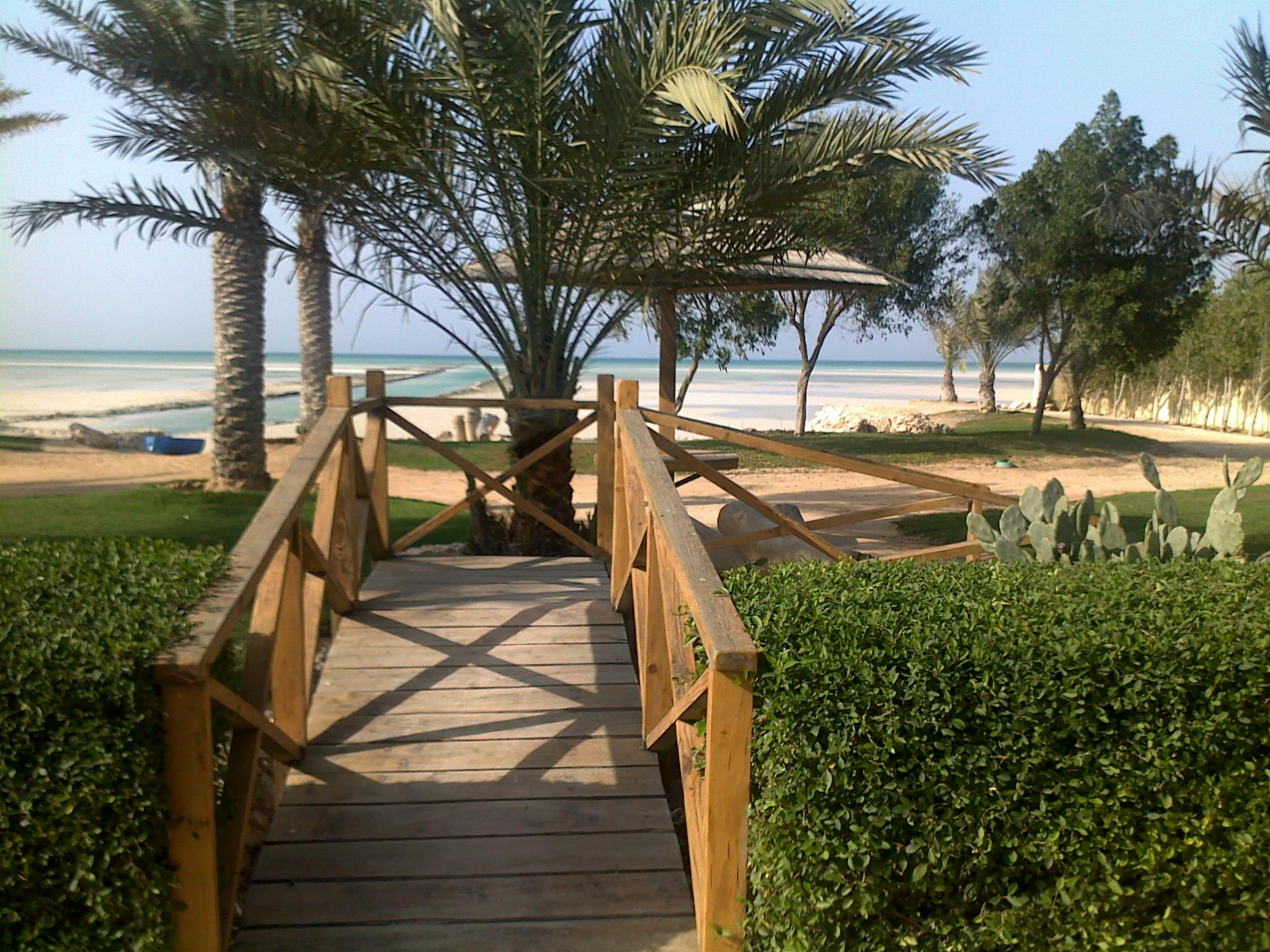
Công viên tại Madinat ash Shamal.

Theo cuộc điều tra dân số năm 2010:
| Vùng                                 | Diện tích (km²) | Dân số(2010) |
| ------------------------------------ | --------------- | ------------ |
| Abu Dhalouf Zubarah                  | 427.2           | 1,009        |
| Ain Sinan Madinat Al Kaaban Fuwayrit | 307.3           | 1,970        |
| Al Shamal City Ar Ru'ays             | 166.6           | 4,996        |
| Tổng                                 | 901.1           | 7,975        |

## Dẫn chứng
1. 1 2  "2010 population census" (PDF). Qatar Statistics Authority. Bản gốc (PDF) lưu trữ ngày 2 tháng 4 năm 2015. Truy cập ngày 13 tháng 3 năm 2015.
2. ↑  "Bản sao đã lưu trữ". Bản gốc lưu trữ ngày 3 tháng 9 năm 2011. Truy cập ngày 12 tháng 10 năm 2016.